# Yuji Nariyama
Yuji Nariyama (født 20. maj 1971) er en tidligere japansk fodboldspiller.
Han har spillet for flere forskellige klubber i sin karriere, herunder Kyoto Purple Sanga.